# Chahe (socken i Kina, Sichuan)
Chahe (kinesiska: 茶河乡, 茶河) är en socken i Kina. Den ligger i provinsen Sichuan, i den sydvästra delen av landet, omkring 390 kilometer öster om provinshuvudstaden Chengdu. Antalet invånare är 20 948. Befolkningen består av 10 038 kvinnor och 10 910 män. Barn under 15 år utgör 23,0 %, vuxna 15-64 år 62 %, och äldre över 65 år 14,0 %.
Genomsnittlig årsnederbörd är 1 674 millimeter. Den regnigaste månaden är september, med i genomsnitt 303 mm nederbörd, och den torraste är januari, med 11 mm nederbörd.